# Doktorzy honoris causa Uniwersytetu Wileńskiego
- 1979
  - Jan Safarewicz
  - Zdenek Češka
  - Werner Scheler
- 1989
  - Valdas Adamkus
  - Czesław Olech
  - Christian Winter
- 1991
  - Vaclovas Dargužas (Andreas Hofer)
- 1992
  - Edvardas Varnauskas
  - Martynas Ycas
- 1994 
  - Paulius Rabikauskas
  - Tomas Remeikis
  - William Schmalstieg
  - Władimir Toporow
- 1996
  - Václav Havel
- 1997
  - Alfred Laubereau
  - Nikołaj Bachwałow
  - Rainer Eckert
  - Juliusz Bardach
- 1998
  - Theodor Hellbrugge
  - Friedrich Scholz
  - Zbigniew Brzeziński
- 1999
  - Maria Wasna
  - Ludwik Piechnik
  - Sven Lars Caspersen
- 2000
  - Wolfgang Schmid
  - Eduard Liubimskij
  - Andrzej Zoll
- 2002
  - Dagfinn Moe
  - Jurij Stepanow
  - Ernst Ribbat
- 2004
  - Sven Ekdahl
  - Peter Ulrich Sauer
  - Peter Gilles
  - Francis Robicsek
- 2005
  - Aleksander Kwaśniewski
  - Władimir Skulaczew
  - Wasilios Skuris
  - Pietro Umberto Dini
- 2006
  - Jacques Rogge
  - Gunnar Kulldorff
- 2007
  - Reinhardt Bittner
  - Wojciech Smoczyński
- 2008
  - Georg Völkel
  - Helmut Kohl
- 2010
  - Imre Kátai
  - Andres Metspalu
- 2011
  - Jurij Kuzmenko
  - Algis Mickunas
  - Andrzej Gospodarowicz
  - Robert Huber
- 2012
  - Markus Büchler
  - Thomas Ruzicka
- 2013
  - Hartmut Fuess
  - Graham Fleming